# Cham (powieść)
Cham – powieść Elizy Orzeszkowej z 1888.

## Treść
Cham jest powieścią psychologiczno-obyczajową osadzoną w realiach i krajobrazie XIX-wiecznej wsi nadniemeńskiej. Głównym bohaterem jest prawy i wielkoduszny rybak – Paweł, nazywany przez żonę Frankę „chamem”. Pragnie on wydobyć Frankę z upadku moralnego, którego przyczyną, jego zdaniem, jest deprawujący wpływ miasta i patologiczne cechy własnej osobowości. Autorka, ukazując głębię uczuć „chama”, daje wnikliwe studium psychiki chłopskiego bohatera. 

## Wydania
Powieść ukazała się po raz pierwszy w 1888 w Warszawie, na łamach Gazety Polskiej (numery 109-132, 134, 136-143, 145-158, od 16 maja do 16 lipca). Równocześnie "Chama" drukowała krakowska Nowa Reforma (od czerwca do sierpnia). Pierwsze wydanie książkowe ujrzało światło dzienne w 1889 i stanowiło 44 tom "Taniego zbiorowego wydania Pism Elizy Orzeszkowej" w serii "Powieści wiejskiej" (wydawcą był Franciszek Salezy Lewental). W 1899 dzieło wydał Hipolit Wawelberg w ramach IV tomu "Pism" autorki. W 1912 ukazało się wydanie trzecie, nakładem Gebethnera i Wolffa. W 1932 obaj wydawcy wznowili utwór. Wszystkie te wydania były dość wierne pierwodrukowi. W 1937, pod egidą Polskiej Akademii Literatury, wydano "Pisma" Elizy Orzeszkowej, w tym "Chama". Podczas redagowania (m.in. Ludwik Bruno Świderski) brano pod uwagę tekst pierwodruku z Gazety Polskiej, autograf z Biblioteki Ordynacji Krasińskich (spalony podczas II wojny światowej) i niedokończoną kopię z Archiwum Elizy Orzeszkowej (potem Instytut Badań Literackich PAN). Po wojnie "Cham" ukazał się w 1954 i był wznowiony w 1957 (w skład komitetu redakcyjnego wchodzili: Julian Krzyżanowski, Jan Zygmunt Jakubowski i Maria Żmigrodzka). W 1967 wydano utwór w Czytelniku na podstawie pierwodruku z 1888 (z małymi różnicami).

## Ekranizacje
- Cham – film z 1931
- Cham – film z 1980